# Гаттерт
Гаттерт (нім. Hattert) — громада в Німеччині, розташована в землі Рейнланд-Пфальц. Входить до складу району Вестервальд. Складова частина об'єднання громад Гахенбург.
Площа — 11,52 км2. Населення становить 1766 ос. (станом на 31 грудня 2020).

## Галерея

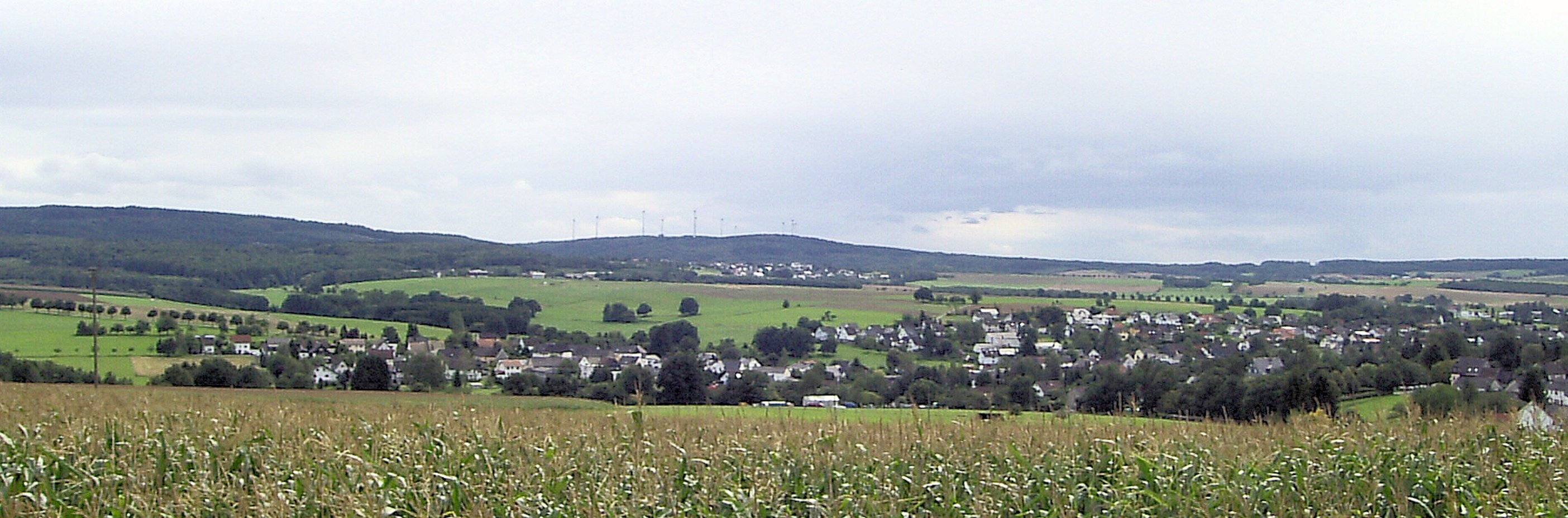
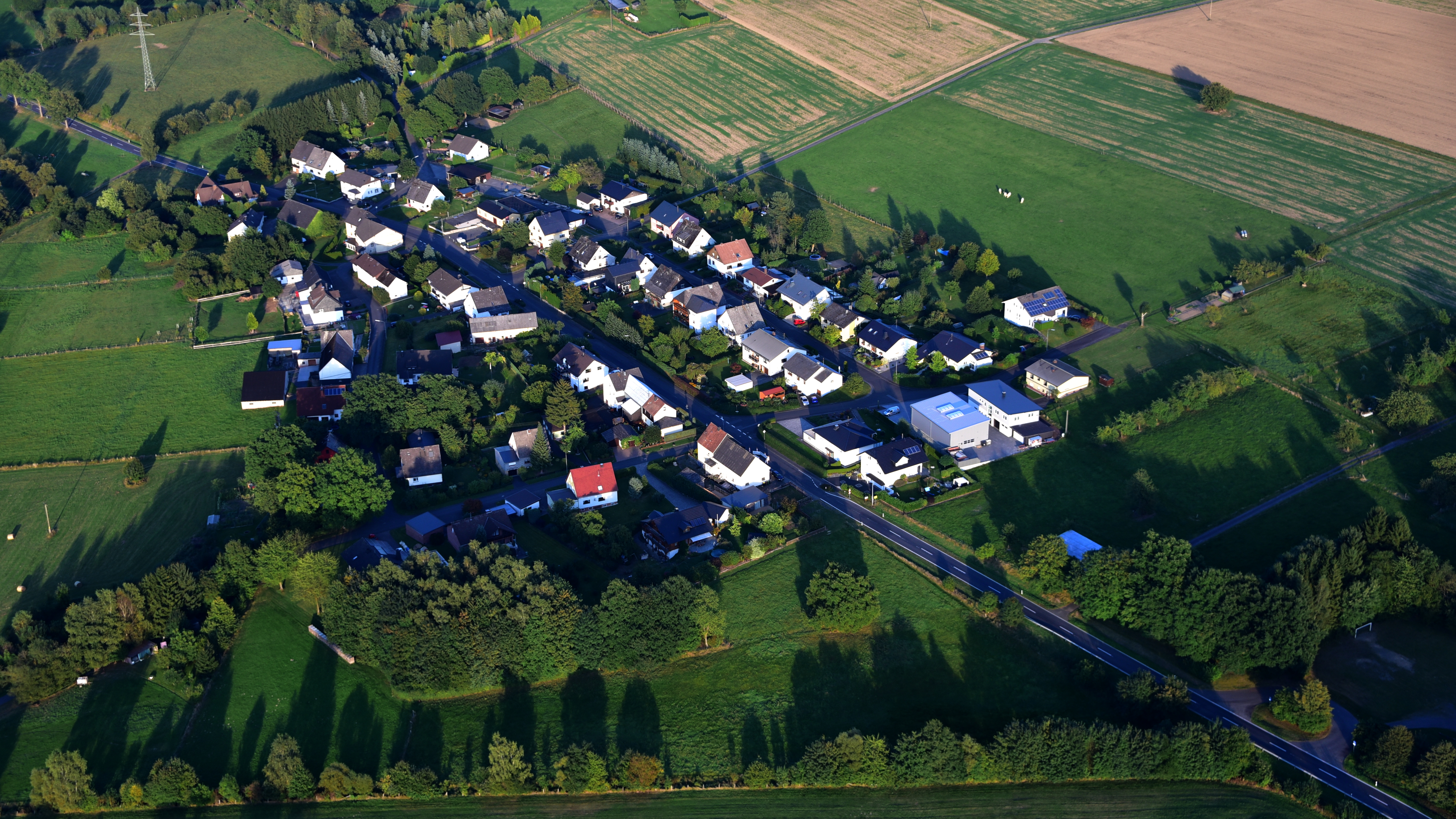
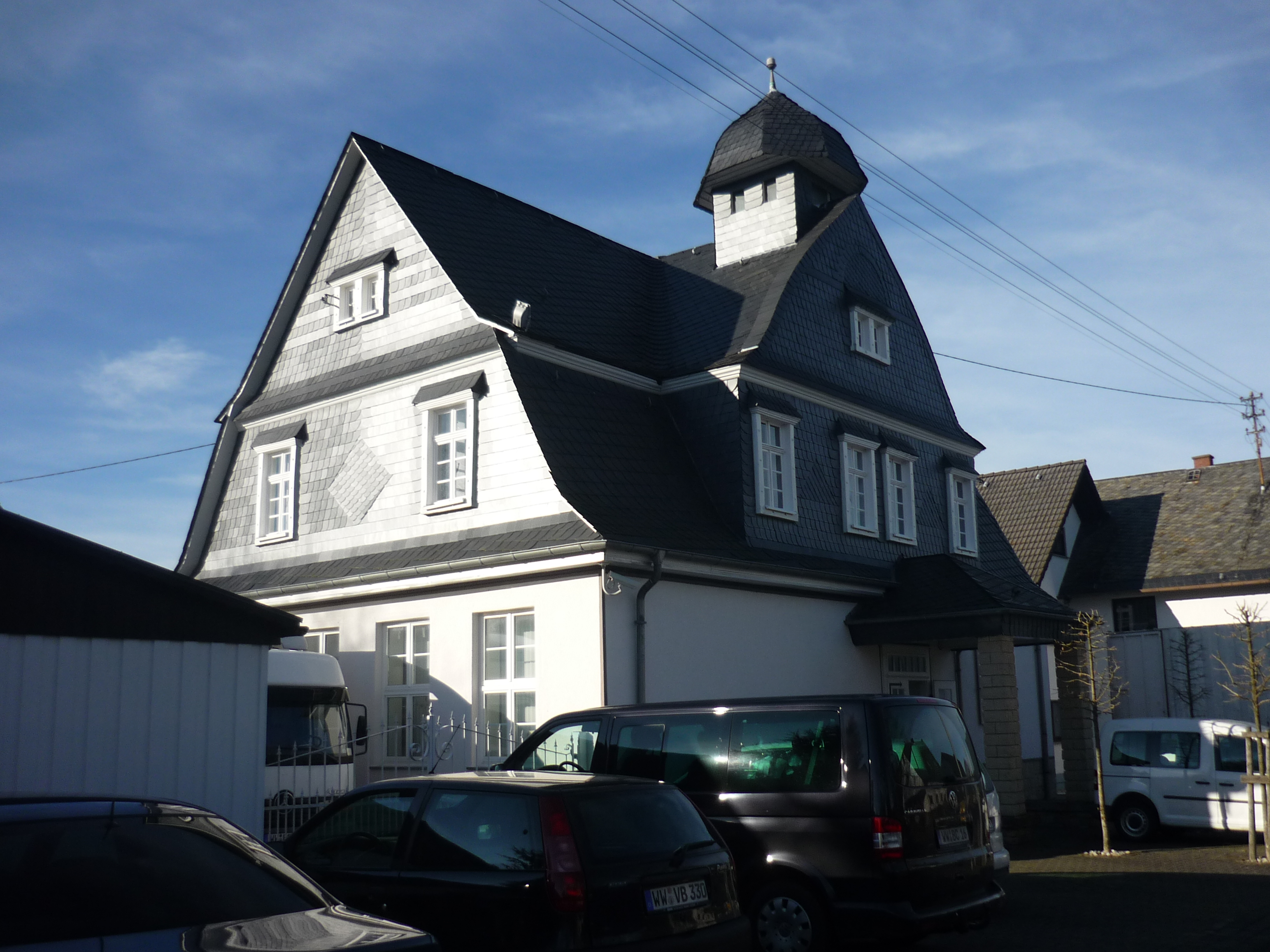
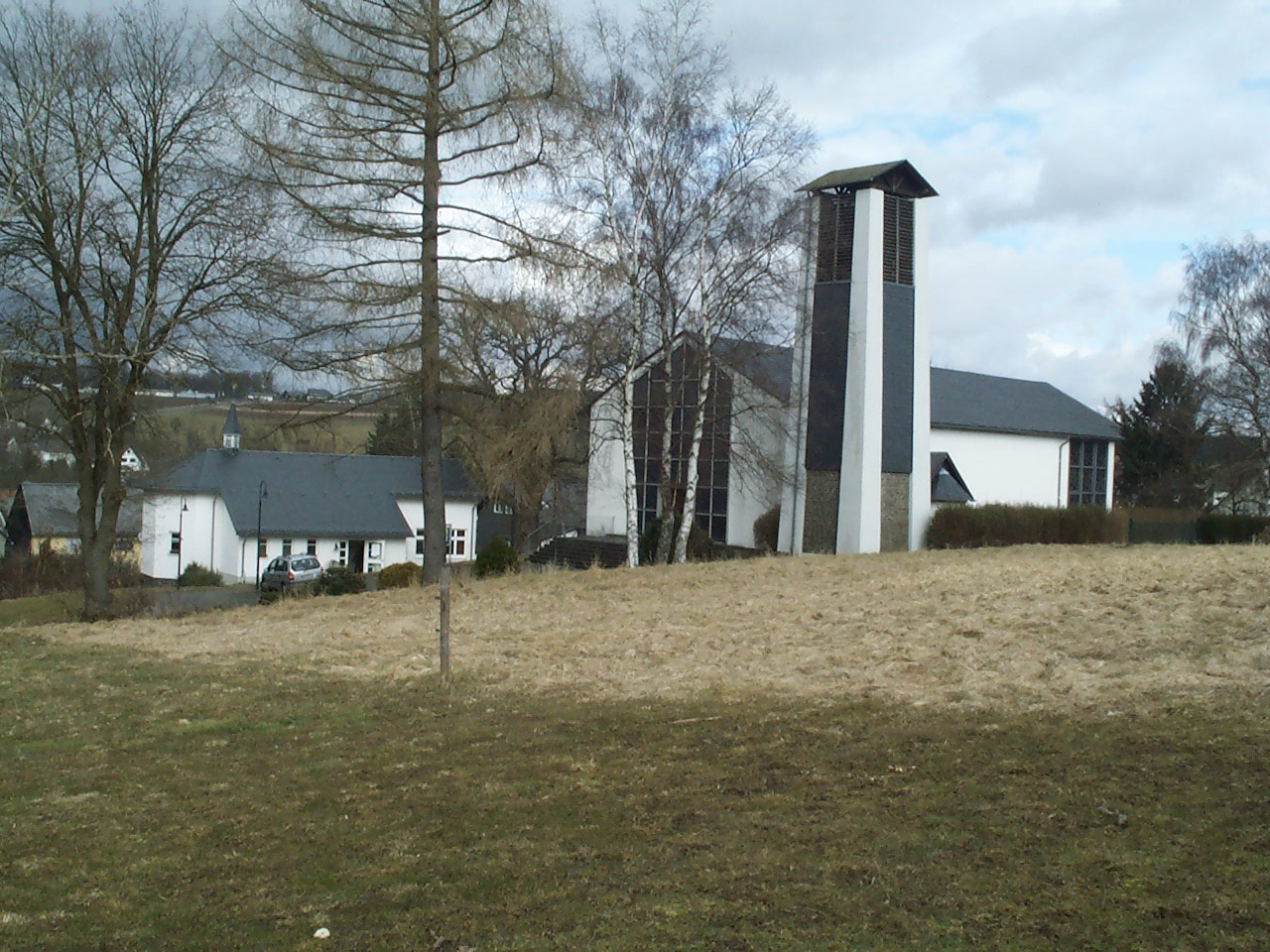